# 対審
対審（たいしん、英: trial、トライアル）とは、対立する当事者が法廷に出頭し、裁判官の面前で、それぞれの主張を述べる訴訟・裁判の手続である。
沿革的には、コモン・ロー（英米法）体系においてトライアル (Trial) と呼ばれる、民事裁判・刑事裁判の区別なく、公開の法廷で行われる事実審理が、他の法体系にも広まったものであり、日本法においては、日本国憲法第82条で「対審」と規定され、それを受け、民事訴訟法（行政訴訟も含む）で「口頭弁論」と、刑事訴訟法で「公判」と、それぞれ規定されている。
また、日本では、日本国憲法第82条で、公開の原則（例外として裁判官の全員一致による非公開）が明記されている。
対審は、民事における当事者主義、刑事における弾劾主義を根底にしており、反対に裁判官が自ら積極的に事実の調査に乗り出す民事の職権探知主義や刑事の糾問主義と、思想を対にする。
なお、争点や証拠の整理を目的として行われる手続（民事における「弁論準備手続」や刑事における「準備手続」）は、対審に該当せず、公開も要求されない。

## コモン・ロー諸国
以下、主にアメリカ合衆国における対審について記述するが、イギリスなど他のコモン・ロー諸国でも、概ね同様の手続である。

### 付される事件

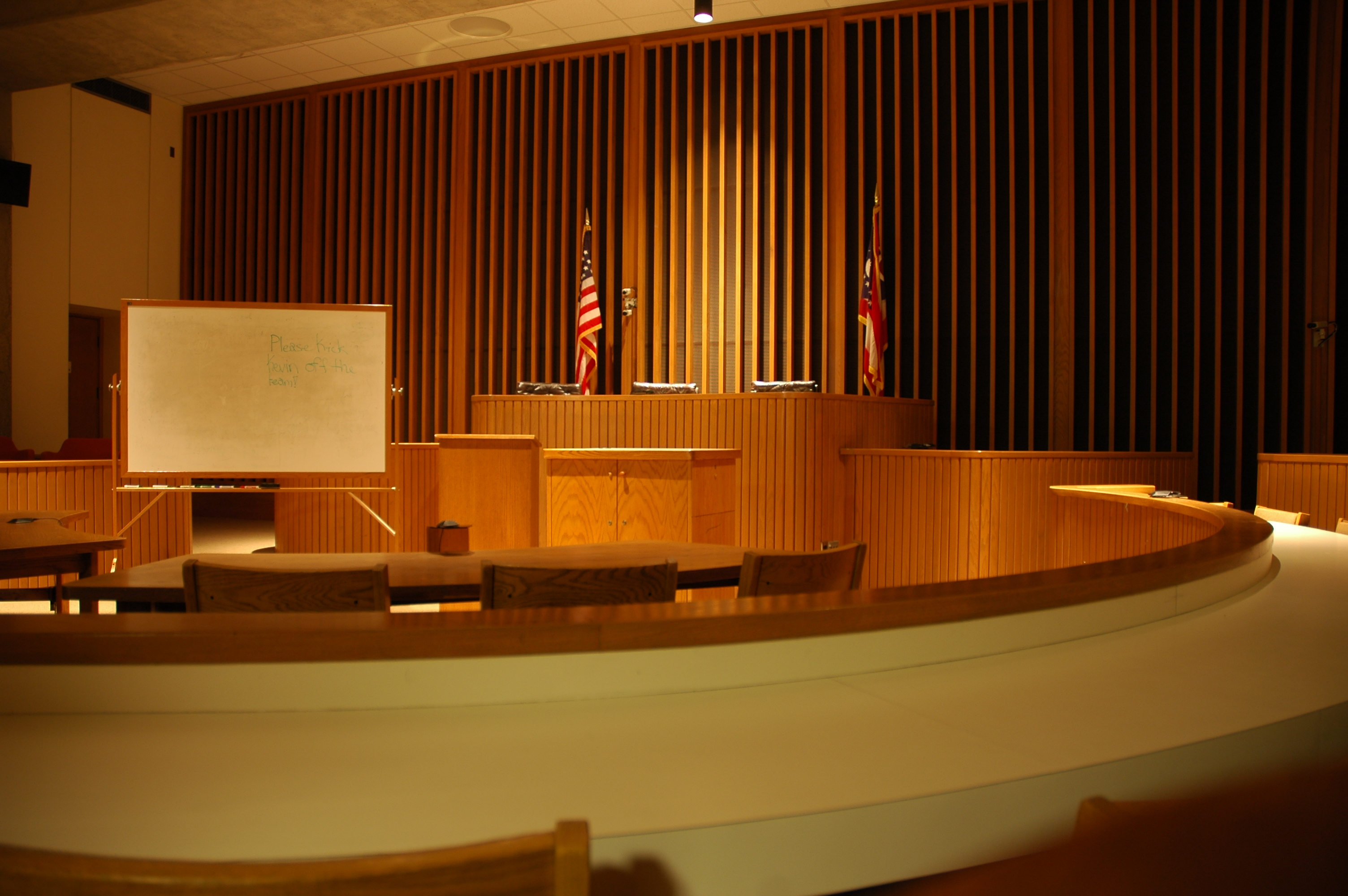
アメリカの法廷（模擬）

刑事事件では、予備審問又は大陪審により起訴された事件は、アレインメント（罪状認否手続）に付される。ここで有罪答弁（plea of guilty）をした場合は、対審の権利を放棄したものとみなされ、裁判官による量刑の手続に移る。一方、無罪答弁（plea of not guilty）をした場合は、対審が行われる。アメリカでは、被告人が有罪答弁をする代わりに検察官が軽い罪で起訴する、余罪を起訴しないなどの司法取引（答弁取引）で多くの刑事事件が処理されており、対審に進むのは一部の事件にすぎない。
民事事件では、訴え提起後にディスカバリー（証拠開示）や争点の確定、対審の準備といった、対審前手続（pretrial procedure）が行われる。この段階で和解が成立し、事件が終局することも多い。また、重要な事実についての真の争い（genuine issue of material fact）がないと考える当事者（原告・被告）は、サマリー・ジャッジメントを申し立てることができる。裁判所がサマリー・ジャッジメントの申し立てを認めた場合、対審を経ることなく裁判官による判決で訴訟を終局させることができる。したがって、民事事件でも、対審に進むのは限られた事件にとどまる。

### 手続
対審には、陪審対審、裁判官対審の2種がある。

#### 陪審対審
陪審対審の場合は、対審に先立ち、陪審員の選任が行われ、選任された陪審員に対し、裁判官から一般的な任務についての説明が行われる。

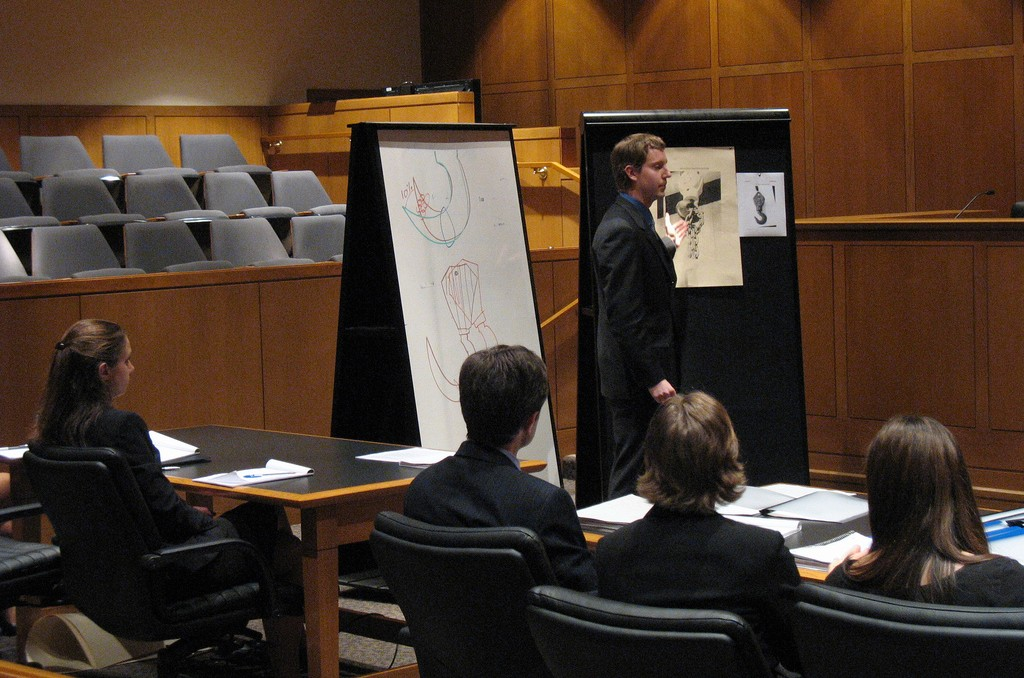
最終弁論（模擬裁判）

対審の最初に、双方の代理人（原告側と被告側、検察官と弁護人）が冒頭陳述 (opening statement) を行う。これは、これから証明しようとする事実を陪審に伝えるものである。冒頭陳述は、原告側が先に行うことが通例である。
続いて、証拠調べが行われる。証人尋問では、証人の宣誓の後、主尋問、反対尋問、再主尋問といった順序で行われる。不適切な尋問が行われたときは、反対当事者は、即座に異議（objection）を述べなければならず、その場で異議を述べなかった場合は異議を放棄したものとみなされ、後で争うことはできない（simultaneous objection rule）。証拠調べにおいて、原則は証人は自ら目撃した事実のみを述べるだけに限られ、個人的見解を述べることは許されていない。但し、当該事件の専門家（大学教授や実績のあるエンジニアなど）を専門家証人として、事件に関わる見解を述べて証言とすることができる。専門家証人は原告・被告とも証言を依頼することができる。
証拠調べが終わった段階で、双方代理人が最終弁論を行う。これは、証拠調べで提出された証拠をもとに各自の主張をまとめるものである。
最終弁論の前又は後に、裁判官が陪審に対し、（1）適用すべき実体法、（2）事実の証明責任の所在や、事実を認定するために必要な証明の程度などの証拠法、（3）評決に至るための手続について説示（instruction; charge）を行う。アメリカでは裁判官による証拠の評価に立ち入らないのが通常であるが、イギリスでは裁判官による証拠の評価が比較的詳細に述べられ、説示のことをsumming-upと呼ぶ。
その後、陪審は法廷から評議室に下がり、評議（deliberation）を行う。そして、結論である評決（verdict）に至った場合は、法廷でそれを答申する。
評決に必要な全員一致又は特別多数決が満たされない場合は、最終的には評決不能（hung jury）による審理無効（mistrial）となる。審理無効の場合は、通常、対審を最初からやり直すこととなる。

#### 裁判官対審
裁判官対審の場合は、説示のみならず、冒頭陳述や最終弁論も省略されることがある。
裁判官は、対審で提出された証拠をもとに判決を下す。

### 対審後の手続
刑事事件で有罪の評決が出された場合は、対審の後で裁判官が量刑のための審問（sentencing hearing）を行い、刑を宣告する。
民事事件では、陪審対審の場合、原則として評決に基づいて判決を下す。裁判官は、当事者の申立てに基づき、合理的な陪審であれば相手方に有利な判断をするだけの証拠がないであろうと判断する場合には、法律問題としての判決（judgment as a matter of law）という、評決と異なる判決を下すことができる

### 公開
アメリカでは、刑事事件の対審については、合衆国憲法修正第6条で公開が求められている。
民事事件の対審でも、憲法上の保障でないものの、当然、公開すべきものとされている。
連邦裁判所では、テレビカメラによる撮影は許されていないものの、全ての州の裁判所で、一部、又は、ほぼ全ての対審についてカメラによる撮影が認められ、対審の中継を認める州も多い。